# طلال النعار
طلال علي محمد جاسم إبراهيم النعار (ولد في 2 نوفمبر 1997 في المحرق، البحرين) لاعب كرة قدم بحريني يجيد اللعب في مركز المهاجم. يلعب حاليا لصالح أم الحصم البحريني منذ 2024.